# 大衛·繆爾
大衛·繆爾（英語：David Muir，1973年11月8日—）是美國的一位新聞記者和主播。自2014年開始，他出任ABC世界新聞的主播。他曾是美國出境頻率最高的電視記者之一。2014年，他被《人物雜誌》列入最性感男士名單。在美國廣播公司新聞部，繆爾因其國內和國際新聞工作而多次獲得艾美獎和愛德華·R·默羅獎，也是 2024 年沃爾特·克朗凱特傑出新聞獎得主。
自 2015 年以來，大衛·繆爾的《今晚世界新聞》一直是美國收視率最高的新聞節目。

## 外部連結
- C-SPAN內的頁面（英文）